# Línea 176 (EMT Madrid)
La línea 176 de la EMT de Madrid une la Plaza de Castilla con Las Tablas (sur).

## Características

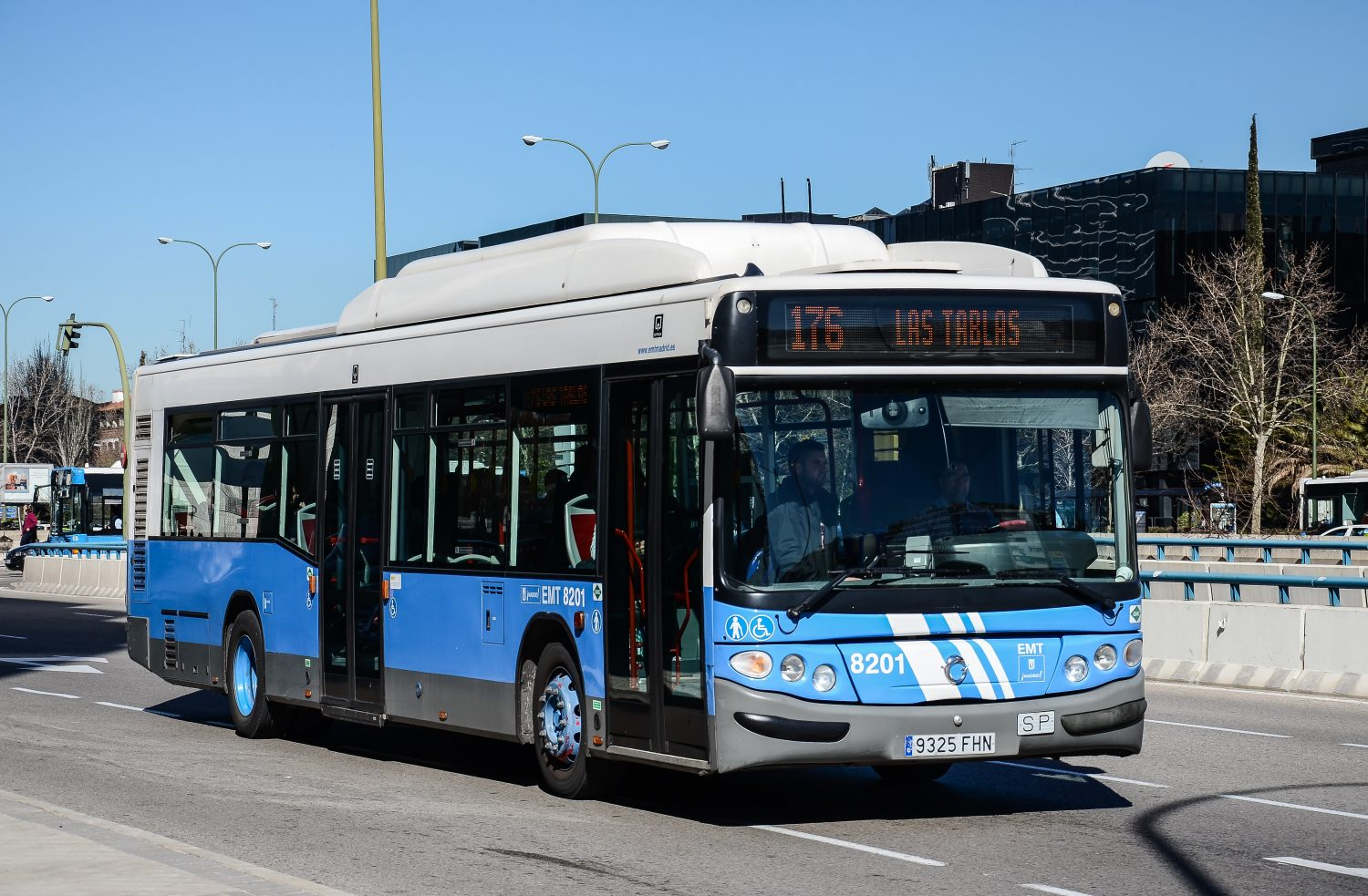
Autobús prestando servicio en la línea

La línea 176 comenzó a operar en octubre de 2006, sustituyendo al servicio especial 751 que realizaba un recorrido similar desde el 17 de julio de 2004 hasta ese momento. El 13 de marzo de 2017, la línea sufrió una modificación de su recorrido en Las Tablas, dentro de la reorganización de la red en esa zona que también trajo consigo cambios en la línea 172 y la creación de la 175. Esta última absorbió su recorrido en la zona norte del barrio, incluyendo la ampliación efectuada en octubre de 2015 desde la Glorieta del Monte del Gozo hasta la Glorieta de Lalín.
Esta línea sirve para comunicar el Intercambiador de Plaza de Castilla con el PAU de Las Tablas. También da servicio a la Avenida de Burgos.

### Frecuencias
| Lunes a viernes laborables |               |
| De 6:00 a 7:00             | 6-14 minutos  |
| De 7:00 a 21:00            | 5-10 minutos  |
| De 21:00 a 23:00           | 8-16 minutos  |
| Sábados laborables         |               |
| De 6:00 a 11:00            | 15-24 minutos |
| De 11:00 a 20:00           | 15 minutos    |
| De 20:00 a 23:00           | 15-25 minutos |
| Domingos y festivos        |               |
| De 7:00 a 11:00            | 15-30 minutos |
| De 11:00 a 21:00           | 15 minutos    |
| De 21:00 a 23:00           | 15-25 minutos |

## Recorrido y paradas

### Sentido Las Tablas Sur
| Código | Parada                                       | Común con                                       | Conexiones con Metro | Otros |
| ------ | -------------------------------------------- | ----------------------------------------------- | -------------------- | ----- |
| 5607   | PLAZA CASTILLA (intercambiador - dársena 49) |                                                 | Plaza de Castilla    |       |
| 1487   | Castellana-José Vasconcelos                  | 66 67 124 134 135 147 173 174 175 178 179 SE704 |                      |       |
| 1488   | Castellana-Marqués Torrelaguna               | 66 173 174 175 178 SE704                        |                      |       |
| 2653   | Cuatro Torres                                | 66 173 174 175 178 SE704                        |                      |       |
| 3252   | Castellana-Hospital La Paz                   | 173 174 175 178                                 | Begoña               |       |
| 3253   | Castellana-Nudo Norte                        | 173 174                                         |                      |       |
| 3566   | Avenida de Burgos-Avenida de Manoteras       | 173 151 154C                                    |                      |       |
| 3261   | Avenida de Burgos-Pi y Margall               | 173 174                                         |                      |       |
| 269    | Quintanavides                                |                                                 |                      |       |
| 271    | Foresta                                      | SE833                                           |                      |       |
| 3778   | Camino de Santiago-Valcarlos                 |                                                 |                      |       |
| 3869   | Camino de Santiago-Atapuerca                 | 172                                             |                      |       |
| 3790   | Castiello de Jaca-Puente la Reina            |                                                 |                      |       |
| 3791   | Castiello de Jaca-Burguete                   |                                                 |                      |       |
| 3671   | Santo Domingo Calzada-Castiello de Jaca      |                                                 |                      |       |
| 3794   | Santo Domingo Calzada-Rabanal                |                                                 |                      |       |
| 402    | Camino de Santiago-Palas de Rey              | 172 175                                         | Las Tablas           |       |
| 1866   | Monte del Gozo                               |                                                 |                      |       |
| 3874   | Tierra de Melide-Atapuerca                   |                                                 |                      |       |
| 3872   | Valcarlos-Tierra de Melide                   |                                                 |                      |       |
| 4495   | LAS TABLAS SUR (C/ Palas de Rey)             |                                                 | Palas de Rey         |       |

### Sentido Plaza de Castilla
| Código | Parada                                                | Común con                          | Conexiones con Metro | Otros |
| ------ | ----------------------------------------------------- | ---------------------------------- | -------------------- | ----- |
| 4495   | LAS TABLAS SUR (C/ Valcarlos Con Viloria De La Rioja) |                                    | Palas de Rey         |       |
| 3873   | Valcarlos-Atapuerca                                   |                                    |                      |       |
| 3805   | Camino De Santiago-San Millán Cogolla                 | 175                                |                      |       |
| 4493   | Metro Las Tablas                                      | 172 175                            | Las Tablas           |       |
| 3797   | Metro Las Tablas                                      |                                    | Las Tablas           |       |
| 3795   | Santo Domingo de la Calzada-Viloria De La Rioja       |                                    |                      |       |
| 3793   | Santo Domingo Calzada-Castiello de Jaca               |                                    |                      |       |
| 5535   | Castiello de Jaca-Berdún                              |                                    |                      |       |
| 3792   | Castiello de Jaca-Burguete                            |                                    |                      |       |
| 3789   | Castiello de Jaca-Puente la Reina                     |                                    |                      |       |
| 3787   | Camino de Santiago-Atapuerca                          |                                    |                      |       |
| 496    | Camino de Santiago-Valcarlos                          |                                    |                      |       |
| 272    | Quintanadueñas                                        | SE833                              |                      |       |
| 270    | Quintanavides                                         |                                    |                      |       |
| 3602   | Avenida de Burgos 93                                  | 173 174 SE833                      |                      |       |
| 3264   | Avenida de Burgos 89                                  | 173 174 SE833                      |                      |       |
| 3265   | Avenida de Burgos-Avenida de Manoteras                | 173 174 SE833                      |                      |       |
| 5521   | Castellana-Hospital La Paz                            | 173 175 178                        | Begoña               |       |
| 3933   | Cuatro Torres                                         | 67 124 134 135 173 175 178 179     |                      |       |
| 1526   | Castellana-Luis Esteban                               | 67 124 134 135 147 173 175 178 179 |                      |       |
| 1527   | Castellana-Matilde Landa                              | 67 124 134 135 147 173 175 178 179 |                      |       |
| 5607   | PLAZA CASTILLA (intercambiador - dársena 49)          |                                    | Plaza de Castilla    |       |

## Galería de imágenes

Mapa de la estación de Las Tablas con los accesos al Metro y los recorridos de los autobuses de la EMT que pasan por ella, entre los que se encuentra la línea 176.